# Дом Тихониных (Уфа)
Дом Тихониных — памятник архитектуры. Расположен в Уфе, современный адрес дома — Коммунистическая улица, 13.
Двухэтажный дом в кирпичном стиле был построен в 1899 году для мещанина Михаила Семёновича Тихонина и его брата Никандра Семёновича, оба зарабатывали выпечкой хлеба. Здание было построено с использованием «фламандской кладки».
После революции здание использовали как коммунальное жильё. В конце 2000-х годов здание было расселено. В 2015 году мэрия Уфы заключила и позднее расторгла договор о реставрации с компанией «Экспертно-технический центр». В 2018 году здание включили в реестр памятников архитектуры, осваивающая квартал строительная компания оспорила решение и здание исключили из реестра, вновь внесли в 2019 году и вновь оспорили решение (в 2017—2018 годах в арбитражном и районных судах прошло пять связанных со зданием процессов, застройщика обязали провести археологическую экспертизу и выплатить штраф на 600 тысяч рублей за несоблюдение охранного режима, однако по словам представителей «СтроиТЭК», действия компании были направлены на сохранение здания).
В ночь с 29 на 30 июня 2019 года обвалилась одна из стен здания. 28 апреля 2020 года рухнула крыша и две несущие стены, в 2021 году в здании произошёл пожар, вероятно, от выкинутого из окна соседнего многоэтажного здания на крышу окурка. В июне 2022 года здание выставили на торги на условиях реставрации, при этом было указано, что его общая площадь — 106,9 м², состояние аварийное, коммуникаций нет, разрушены цоколи, отмостки, часть окон и дверей, деформированы несущие конструкции. Представители компании «Архтамга», разрабатывавшие проект восстановления, указывали, что необходимы поэлементная разборка и воссоздание. В 2023 году план разборки и восстановления был утверждён, при этом было указано, что причиной обрушения южной и западной стен стали низкая прочность естественного основания здания, отсутствие гидроизоляции, возможные утечки из инженерных коммуникаций и возведение поблизости многоэтажного жилого дома (сваи забивали в трёх метрах от стен памятника). В марте 2024 года дом был полностью снесён, большая часть работ по восстановлению была завершена к маю 2025 года.